# S Kem Ty?
S Kem Ty? (in lingua russa: С Кем Ты?) è il secondo album in studio del gruppo musicale russo Aria, pubblicato nel 1986.

## Tracce
1. Воля И Разум – 4:34 (testo: Alexander Yelin – musica: Andrey Bolshakov)
2. Встань, Страх, Преодолей – 4:16 (testo: Yelin – musica: Bolshakov)
3. Здесь Куют Металл – 4:42 (testo: Yelin – musica: Alik Granovsky)
4. С Кем Ты? – 4:43 (testo: Yelin – musica: Granovsky)
5. Без Тебя – 4:24 (testo: Margarita Pushkina – musica: Valery Kipelov, Bolshakov)
6. Память О... – 2:49 (testo: (instrumental) – musica: Granovsky)
7. Икар – 4:14 (testo: Yelin – musica: Bolshakov)
8. Игры Не Для Нас – 5:47 (testo: Yelin – musica: Bolshakov)